# Paectes kebeae
Paectes kebeae är en fjärilsart som beskrevs av Bethune-Baker 1906. Paectes kebeae ingår i släktet Paectes och familjen nattflyn. Inga underarter finns listade i Catalogue of Life.